# تايراجارفي
تايراجارفي هي بحيرة متوسطة الحجم في منطقة تجمعات المياه الرئيسية ليجوكي. وهي تقع في المنطقة الشمالية أوستروبوتني. وفي فنلندا هناك ثلاث بحيرات مع اسم تايراجارفي. وهذه هي أكبر واحدة فيهم.